# Andrzej Cempel-Grott

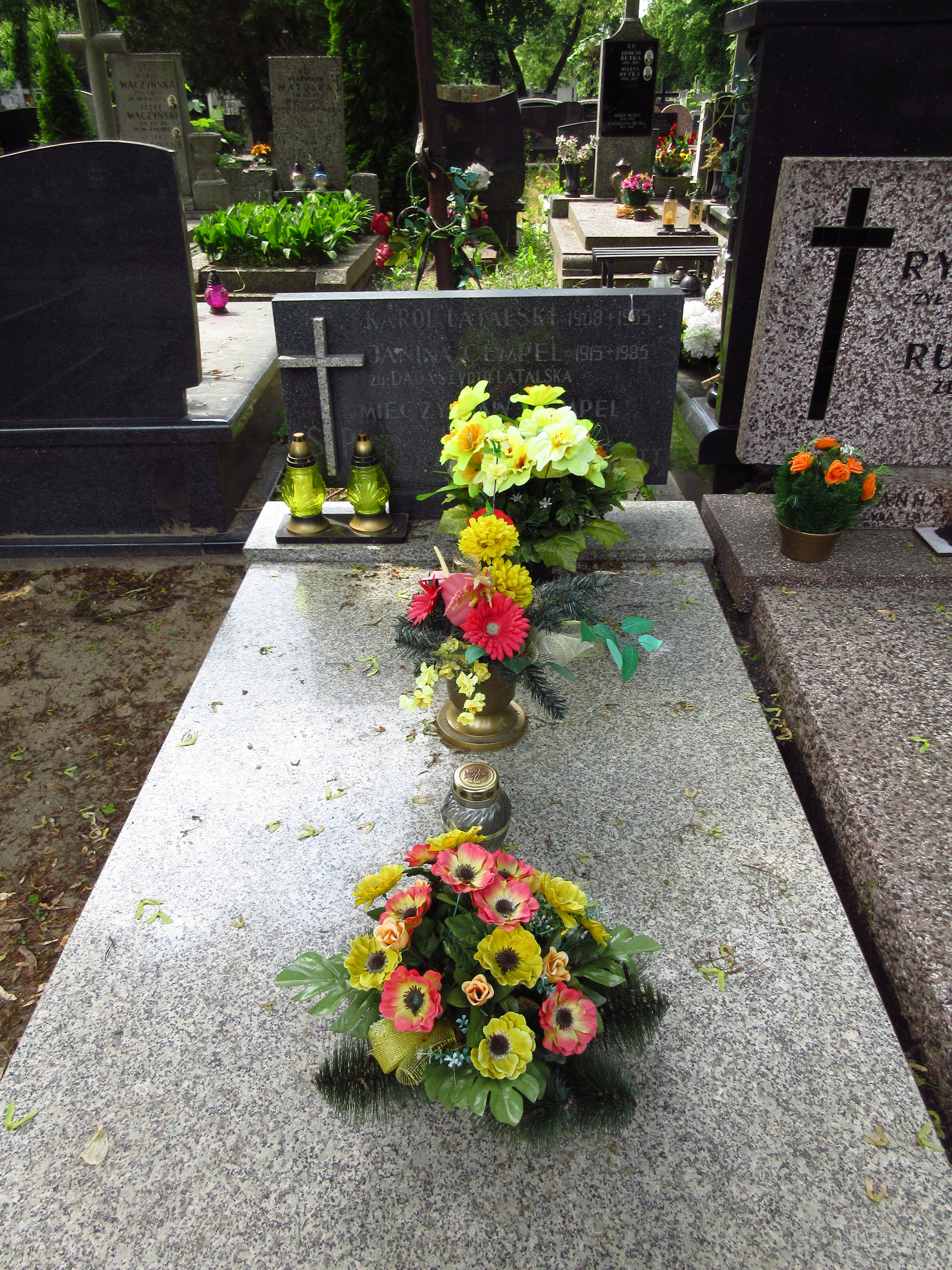
Grób Andrzeja Cempela-Grotta na cmentarzu Bródnowskim

Andrzej Cempel-Grott (ur. 10 października 1938 w Warszawie, zm. 19 stycznia 1989 tamże) – polski aktor i piosenkarz estradowy.

## Życiorys
Od 1962 był piosenkarzem występującym dla Stołecznej Estrady, od 1970 aktor estradowy i konferansjer. Od 1974 przez cztery lata współpracował z Estradą Łódzką, w 1978 został dyrektorem i kierownikiem artystycznym w Radomskiej Agencji Artystycznej, która była częścią Zjednoczonych Przedsiębiorstw Rozrywkowych. Prowadził programy estradowe w kraju i zagranicą, a także koncerty m.in. Steni Kozłowskiej i Jerzego Połomskiego. Znany z prowadzenia audycji radiowych m.in. Podwieczorek przy mikrofonie i Program z dywanikiem. Autor scenariuszy programów społeczno-politycznych. 
Pochowany na cmentarzu Bródnowskim (kw. 73D, rząd I, grób 19).